# Európai Roma Jogok Központja
A European Roma Rights Centre (magyarul: Európai Roma Jogok Központja), röviden ERRC, nemzetközi, politikailag független, jogvédő szervezet, amely a cigányok problémáinak megoldásával foglalkozik. 1996-ban alapították.
A diszkrimináció, faji előítéletek és cigányellenes viselkedés ellen harcol a Nemzetközi Bíróságon is. Emellett képzéseket tart cigány aktivistáknak, és részt vesz a cigányok elleni bűncselekmények elemzésében is.
2018-ig budapesti székhelyű volt, azóta Brüsszelben van a központ.
Az ERRC egyik partner szervezete az Osztrák Külföldi Szolgálat.

## Külső hivatkozások
- Az European Roma Rights Center honlapja